# Business Planning and Control System
Business Planning and Control System (BPCS) – zintegrowany system ERP amerykańskiego przedsiębiorstwa System Software Associates. Jeden z pierwszych systemów tej klasy oferowany w Polsce od początku lat 90. Adresowany do średnich i dużych przedsiębiorstw działających na platformach sprzętowych AS/400, DEC, RS/6000 i HP9000 z graficznym interfejsem użytkownika i w architekturze klient-serwer.